# ジョン・ボイル (第3代グラスゴー伯爵)
第3代グラスゴー伯爵ジョン・ボイル（英語: John Boyle, 3rd Earl of Glasgow、1714年11月4日 – 1775年3月7日）は、スコットランド貴族。

## 生涯
第2代グラスゴー伯爵ジョン・ボイルとヘレン・モリソン（Helen Morison）の長男として生まれた。1740年5月22日に父が死去するとグラスゴー伯爵の爵位を継承した。
1744年に第2竜騎兵連隊にコルネットとして入隊、同年からオーストリア継承戦争のフランドル戦役に参戦して1745年4月のフォントノワの戦いで負傷して片腕を失った。その後、第33歩兵連隊に転じ、1746年6月に大尉に昇進した後、1747年のラウフフェルトの戦いで重傷を負った。1752年4月29日に軍務から引退した。
1755年から1757年までグラスゴー大学総長を、1764年から1772年までスコットランド教会総会への勅使を務めた。
1775年3月7日に死去、息子ジョージが爵位を継承した。

## 家族
1755年7月11日、エリザベス・ロス（Elizabeth Ross、1791年10月17日没、第13代ロス卿ジョージ・ロスの娘）と結婚、2男3女をもうけた。
- ジョン（1756年3月26日 – ?） - 夭折
- ジョージ（1766年 – 1843年） - 第4代グラスゴー伯爵
- エリザベス（1801年2月15日没） - 1786年10月16日、第2代準男爵（英語版）ジョージ・ダグラスと結婚
- ヘレン（1780年10月4日没） - 生涯未婚
- ジェーン（1823年4月30日没） - 生涯未婚